# Ủy ban Chọn lọc Hạ viện Hoa Kỳ về cuộc Tấn công ngày 6 tháng 1
Ủy ban Chọn lọc về cuộc Tấn công ngày 6 tháng 1 Hạ viện Hoa Kỳ là một ủy ban bao gồm các đại biểu Hạ viện Hoa Kỳ  được lựa chọn. Nó được thành lập theo sau một cuộc bầu cử chủ yếu có tính cách đảng phái vào ngày 30 tháng 6 năm 2021, sau cuộc Bạo loạn tại Điện Capitol Hoa Kỳ 2021 , mà là cực điểm của Nỗ lực lật ngược cuộc bầu cử tổng thống Hoa Kỳ 2020 . Việc lựa chọn các thành viên của ủy ban đưa đến các tranh cãi chính trị đáng kể, với các đảng viên Cộng hòa Hạ viện tẩy chay ủy ban. Cuộc điều tra bắt đầu với các phiên điều trần công khai vào ngày 27 tháng 7 năm 2021.

## Lịch sử
Sau cuộc tấn công vào Điện Capitol của Hoa Kỳ năm 2021, đề xuất thành lập một ủy ban lưỡng viện đã thất bại do sự phản đối từ các đảng viên Cộng hòa tại Thượng viện. Vào cuối tháng 5, khi rõ ràng rằng việc này sẽ không được khắc phục, Chủ tịch Hạ viện Nancy Pelosi cho biết rằng bà sẽ chỉ định một ủy ban được lựa chọn để điều tra các sự kiện.
Vào ngày 30 tháng 6 năm 2021, nghị quyết thành lập ủy ban được thông qua với số phiếu là 222 chống lại 190, với tất cả các thành viên Đảng Dân chủ và hai thành viên Đảng Cộng hòa, Adam Kinzinger và Liz Cheney, bỏ phiếu tán thành. 16 thành viên Đảng Cộng hòa đã không bỏ phiếu. Nghị quyết trao quyền cho Pelosi để bổ nhiệm tám thành viên vào ủy ban và Lãnh đạo phe thiểu số tại Hạ viện Kevin McCarthy có thể chỉ định năm thành viên "với sự tham vấn" của Pelosi. Pelosi cho biết, bà ấy sẽ chọn một đảng viên Cộng hòa vào trong số tám người được bà bổ nhiệm.
Vào ngày 1 tháng 7 năm 2021, Pelosi đã bổ nhiệm 8 đại biểu vào ủy ban, 7 đảng viên Dân chủ và 1 đảng viên Cộng hòa, với Bennie Thompson (D-MS) làm chủ tịch ủy ban. Đến ngày 19 tháng 7, McCarthy cho công bố danh sách năm thành viên mà ông muốn giới thiệu vào thành phần thiểu số trong Ủy ban Chọn lọc. Ông đề nghị Jim Banks (R-IN) làm thành viên hàng đầu và các thành viên nhóm thiểu số khác là Jim Jordan (R-OH), Rodney Davis (R-IL), Kelly Armstrong (R-ND) và Troy Nehls (R-TX) ). Banks, Jordan và Nehls đã bỏ phiếu hầu lật ngược kết quả của Đại cử tri đoàn ở Arizona và Pennsylvania. Ngoài ra Banks và Jordan cũng đã ký vào vụ kiện  Tòa án Tối cao Texas v. Pennsylvania hầu làm mất hiệu lực các lá phiếu của cử tri ở bốn tiểu bang.
Vào ngày 21 tháng 7, Pelosi tuyên bố rằng bà đã thông báo với McCarthy rằng bà sẽ từ chối đề nghị đưa Jordan và Banks, với lý do lo ngại về tính trung thực của cuộc điều tra cũng như các hành động và tuyên bố có liên quan của hai thành viên này. Bà ấy tuy nhiên chấp thuận đề nghị chọn ba người còn lại. McCarthy sau đó rút lại tất cả các lựa chọn của mình cho ủy ban và tuyên bố rằng ông ta sẽ không bổ nhiệm bất kỳ ai vào ủy ban trừ khi cả năm người đều được chấp thuận.
Sau khi McCarthy hủy bỏ các đề nghị của mình, Pelosi được cho là đang cân nhắc việc bổ nhiệm Adam Kinzinger (R-IL) vào ủy ban. Kinzinger là một trong 10 thành viên Đảng Cộng hòa tại Hạ viện đã bỏ phiếu cho cuộc luận tội lần thứ hai của Trump. Pelosi cũng đang xem xét thuê một đảng viên Cộng hòa làm nhân viên bên ngoài hoặc cố vấn của ủy ban, chẳng hạn như cựu đại biểu Denver Riggleman (R-VA), người đã gặp Cheney và Pelosi. Cheney đã lên tiếng ủng hộ và thúc đẩy sự tham gia của cả hai người nói trên. Vào ngày 25 tháng 7 năm 2021, Diễn giả Pelosi chính thức tuyên bố bổ nhiệm đại biểu Kinzinger vào Ủy ban Chọn lọc.

## Thành viên, Đại hội lần thứ 117
| Đa số | Thiểu số                                                                                              |
| --- | --- |
| - Bennie Thompson, Mississippi, Chủ tịch - Zoe Lofgren, California - Adam Schiff, California - Pete Aguilar, California - Stephanie Murphy, Florida - Jamie Raskin, Maryland - Elaine Luria, Virginia | - trống, Thành viên Xếp hạng - Liz Cheney, Wyoming - Adam Kinzinger, Illinois - trống - trống - trống |

## Điều trần

### 27 tháng 7
Ủy ban  mở buổi điều trần công khai đầu tiên vào ngày 27 tháng 7, và nghe lời tường thuật từ bốn cảnh sát viên đã ở tuyến đầu khi những kẻ bạo loạn tấn công Điện Capitol. Cả ủy ban đã chuẩn bị từ hôm trước. Thompson và Cheney đều mở lời khai mạc. Bốn cảnh sát viên đó là:
- Daniel Hodges, cảnh sát viên, thuộc Sở Cảnh sát Đô thị của Đặc khu Columbia . Trong cuộc tấn công, Hodges bị đè bẹp ở ngưỡng cửa giữa những kẻ bạo loạn và một lớp cảnh sát. Một cá nhân đã cam kết không phạm tội tấn công Hodges và lấy thiết bị của anh ta.[19][20][21][22][23]
- Michael Fanone, cảnh sát viên, Sở Cảnh sát Metropolitan. Trong cuộc tấn công ở Capitol, những kẻ bạo loạn đã lôi ông ta vào đám đông, đánh ông ta bằng một cột cờ, cướp huy hiệu của ông và liên tục bắng ông bằng Taser của ông ta. Họ cũng lấy súng công vụ của ông ta.[19][24][25] Ông ủng hộ việc thành lập ủy ban ngày 6 tháng 1 và chỉ trích những người đã hạ thấp vai trò cuộc tấn công.[19][23]
- Harry Dunn, Binh nhất, Cảnh sát Capitol Hoa Kỳ . Anh ta đã nói về sự lạm dụng chủng tộc mà anh ta và các sĩ quan khác đã trải qua trong cuộc tấn công. Các luật sư của ông đã trả lời Tucker Carlson, người đã gọi ông là một "nhà hoạt động chính trị cánh tả, giận dữ".[19][23]
- Aquilino Gonell, Trung sĩ, Cảnh sát Capitol Hoa Kỳ. Anh ta bị đánh bằng một cột cờ và bị xịt thuốc hóa học.[19][23]

## Tiến hành

### Tháng 8
CNN đưa tin các nhà điều tra của ủy ban sẽ xem xét hồ sơ điện thoại của một số người, bao gồm cả các thành viên của Quốc hội. Ủy ban cũng xem hồ sơ của ít nhất ba mươi thành viên thân cận của Trump từ bảy cơ quan chính phủ và Cơ quan Lưu trữ và Ghi chép Quốc gia, nơi lưu giữ hồ sơ liên lạc của Nhà Trắng.
Vào ngày 27 tháng 8 năm 2021, ủy ban yêu cầu hồ sơ từ 15 công ty truyền thông xã hội từ mùa xuân năm 2020.

### Tháng 9
Vào ngày 1 tháng 9, báo  The Guardian đã tường thuật rằng, Ủy ban, thông qua hồ sơ yêu cầu từ tháng 8, đang kiểm tra xem có sự tham gia của Nhà Trắng trong việc lên kế hoạch cho cuộc tấn công vào Capitol và liệu Trump có biết trước về cuộc bạo động hay không.
Vào ngày 13 tháng 9,  The Guardian cho biết thêm, Trưởng phòng White House Mark Meadows đã được thêm vào danh sách yêu cầu bảo tồn hồ sơ, ngoài các thành viên Cộng hòa của Quốc hội.
Vào ngày 23 tháng 9, Ủy ban ban hành trát đòi hầu tòa cho Meadows, cả phó trưởng phòng Scavino, trưởng chiến lược gia Steve Bannon và viên chức Pentagon Devin Nunes và phụ tá của ông, Kash Patel. Tài liệu được yêu cầu nộp trước ngày 7 tháng 10 và lời chứng tới ngày 15 tháng 10. Bannon và Meadows được chỉ thị ra làm chứng trước Ủy ban vào ngày 14 và 15 tháng 10.
Vào ngày 29 tháng 9, Amy Kremer và 10 người khác liên kết với tổ chức của cô ấy là Women for America First, tổ chức được cấp phép cho cuộc biểu tình Stop the Steal diễn ra trước cuộc tấn công Capitol, đã bị Ủy ban ra trát đòi.

### Tháng 10
Vào ngày 5 tháng 10, CNN đưa tin rằng Ủy ban đã không thể tìm thấy Scavino để đưa ông ta trát đòi hầu tòa ngày 23 tháng 9, một ngày trước thời hạn trả lời yêu cầu cung cấp tài liệu.
Vào ngày 7 tháng 10, Ủy ban ban hành trát đòi hỏi các hồ sơ từ Stop the Steal LLC trước ngày 14 tháng 10; hồ sơ của Ali Alexander và Nathan Martin trước ngày 21 tháng 10; và các khoản tiền gửi từ Alexander vào ngày 28 tháng 10 và từ Martin vào ngày 29 tháng 10. Cũng vào ngày 7 tháng 10, Politico và Bloomberg News đưa tin rằng một luật sư của Trump đã chính thức viết thư cho bốn phụ tá của ông ta hướng dẫn họ không tuân thủ.
Trump cho biết ông sẽ khẳng định đặc quyền hành pháp để giữ lại các tài liệu. Ngày hôm sau, thư ký báo chí Nhà Trắng Jen Psaki cho biết Biden sẽ không tôn trọng yêu cầu của Trump để khẳng định đặc quyền hành pháp ngăn Cơ quan Lưu trữ Quốc gia cung cấp các tài liệu do Ủy ban yêu cầu vào tháng 8. Cuối ngày hôm đó, Trump chính thức khẳng định đặc quyền đối với khoảng bốn mươi tài liệu do Cơ quan Lưu trữ nắm giữ.
Vào ngày 8 tháng 10, nhóm pháp lý của Bannon đã viết thư cho Ủy ban để thông báo với họ rằng Bannon sẽ không tuân thủ do Trump đã khẳng định đặc quyền hành pháp, và Ủy ban ngay lập tức thông báo sẽ "nhanh chóng xem xét" việc khởi động các thủ tục về tội khinh thường Quốc hội. Meadows và Patel đã liên lạc với Ủy ban; Scavino bị tống đạt trát hầu tòa vào ngày 8 tháng 10.
Ủy ban đã triệu tập Jeffrey Clark với trát hầu tòa vào ngày 13 tháng 10. Với tư cách là trợ lý tổng chưởng lý, Clark đã có ý định lên chức tổng chưởng lý bằng cách hứa hẹn với Trump rằng ông sẽ giúp lật ngược kết quả bầu cử. Ủy ban đã lên kế hoạch thu thập dữ liệu vào ngày 29 tháng 10, tại đó Clark sẽ cung cấp tài liệu và làm chứng. Cựu quyền tổng chưởng lý Jeffrey Rosen, người chống lại những nỗ lực của Clark nhằm can thiệp vào kết quả bầu cử, đã được Ủy ban phỏng vấn vào ngày 13 tháng 10. 

Vào ngày 14 tháng 10, sau khi Bannon không xuất hiện để bị lấy lời khai theo lịch trình cho ông ta, Ủy ban cho biết họ sẽ bắt đầu các thủ tục để khởi tố ông về tội khinh thường quốc hội. Đơn khởi tố đòi hỏi một cuộc bỏ phiếu đầy đủ tại Hạ viện, sau đó hồ sơ của Bannon sẽ được chuyển đến Công tố viên Đặc khu Columbia. Theo Stanley Brand, cựu cố vấn của Hạ viện, có thể mất nhiều năm trước khi Bannon bị kết tội. Ủy ban cũng thông báo vào ngày 14 tháng 10 rằng Patel và Meadows chấp nhận sẽ ra khai báo, đồng thời cho hoãn buổi lấy lời khai của họ vào ngày 14 và 15 tháng 10. Trong khi đó, Scavino cũng đã hoãn việc ra khai vào ngày 15 tháng 10 vì Ủy ban ban đầu không thể xác định được nơi cư trú của ông, và vì vậy ông không chính thức nhận được trát đòi hầu tòa cho đến ngày 8 tháng 10.
Vào ngày 18 tháng 10, Trump đã kiện để ngăn NARA chuyển hồ sơ cho Ủy ban, hoặc ít nhất là cho phép ông "tiến hành xem xét đặc quyền đầy đủ tất cả các tài liệu được yêu cầu" để ông có thể chọn hồ sơ mà NARA sẽ cung cấp. Đơn kiện của ông ta phàn nàn rằng yêu cầu hồ sơ là "bất hợp pháp, vô căn cứ và đi quá xa". Trong khi đó, NARA đã lên kế hoạch phát hành các tài liệu vào ngày 12 tháng 11, vì vậy bất kỳ lệnh tạm thời nào của tòa án để ngăn chặn việc phát hành sẽ cần phải được ban hành trước thời điểm đó.
Vào ngày 19 tháng 10, Ủy ban đã bỏ phiếu nhất trí thông qua báo cáo của Quốc hội chống lại Bannon và đưa nó lên toàn thể Hạ viện để bỏ phiếu.
Vào ngày 21 tháng 10, tất cả 220 thành viên đảng Dân chủ tại Hạ viện và 9 thành viên đảng Cộng hòa tại Hạ viện đã bỏ phiếu ủng hộ nghị quyết buộc tội Bannon khinh thường Quốc hội, gởi trường hợp của Bannon cho Bộ Tư pháp. Bộ Tư pháp sẽ quyết định có truy tố Bannon hay không.

## Phản ứng

### Trước khi thành lập ủy ban
Theo một số bài tường thuật, Lãnh đạo phe thiểu số Kevin McCarthy đã cảnh báo các thành viên Đảng Cộng hòa rằng nếu họ cho phép chủ tịch Hạ viện Nancy Pelosi bổ nhiệm họ vào Ủy ban Chọn lọc, họ sẽ bị tước bỏ tất cả các nhiệm vụ trong các ủy ban khác và nên mong đợi nhận được bất kỳ nhiệm vụ nào trong tương lai từ Pelosi. Trong một cuộc phỏng vấn với Forbes, đại biểu Đảng Cộng hòa. Adam Kinzinger (R-IL) đã nói "Ai thèm đếm xỉa đến điều đó?" Ông ấy nói thêm, "Khi bạn nghe những người nói những điều điên rồ và bạn lại không đưa ra lời đe dọa đó, nhưng bạn lại đưa ra những đe dọa đó đối với những người nói sự thật, bạn đã mất đi bất kỳ mọi sự tín nhiệm." Liz Cheney (R-WY), người đã bị cách chức chủ tịch hội nghị đảng Cộng hòa Hạ viện vào tháng trước, cho biết trong một tuyên bố, "Tôi rất vinh dự khi được bổ nhiệm phục vụ trong Ủy ban Chọn lọc ngày 6 tháng 1. " 
Lãnh đạo Thiểu số Hạ viện McCarthy gọi việc từ chối các đề nghị ban đầu của ông là "chưa từng có" trong cuộc điện đàm với Pelosi. Trong một cuộc họp báo, ông ta gán cho bà ấy là một "chủ tịch "vịt què"  phá hủy tổ chức. Freedom Caucus đã thúc đẩy McCarthy đệ trình một kiến nghị bỏ trống vị trí chủ tịch, đồng thời trừng phạt Cheney và Kinzinger vì đã chấp nhận bổ nhiệm của họ vào ủy ban. McCarthy sau đó gọi họ là "Đảng viên Cộng hòa Pelosi."  Đảng Cộng hòa cũng tuyên bố rằng nếu họ giành được đa số Hạ viện trong cuộc bầu cử giữa nhiệm kỳ năm 2022, họ sẽ xem xét sự phân công vào các ủy ban của phe Dân chủ, nhắm vào Eric Swalwell và Ilhan Omar . Steve Scalise tuyên bố rằng Pelosi đã loại bỏ bất kỳ sự tín nhiệm đối với ủy ban vì đã từ chối các thành viên được họ đề nghị và thay vào đó chọn một kịch bản chính trị. Các thành viên đảng Cộng hòa Scott Perry, Chip Roy và Kelly Armstrong bày tỏ thái độ coi thường cả Cheney và Kinzinger và đặt câu hỏi về lòng trung thành của họ đối với Hội nghị đảng Cộng hòa tại Hạ viện, thúc đẩy tước bỏ nhiệm vụ của họ trong các ủy ban. Jim Banks và Mike Rogers tuyên bố rằng hai thành viên ủy ban GOP sẽ đeo theo kịch bản của Pelosi về các sự kiện. Cheney và Kinzinger đều bác bỏ những bình luận từ đồng nghiệp của họ.
Sau khi Chủ tịch Nancy Pelosi từ chối hai lựa chọn cho ủy ban của Lãnh đạo thiểu số Kevin McCarthy, ban biên tập The Wall Street Journal  chỉ trích việc Pelosi từ chối các đề nghị của McCarthy. Họ thừa nhận rằng lựa chọn của McCarthy là có tính cách đảng phái, nhưng cho rằng Adam Schiff, người được Pelosi bổ nhiệm, đã "nói dối nhiều lần về bằng chứng liên quan đến sự thông đồng của chiến dịch bầu cử của Trump với Nga." Ban biên tập đặt vấn đề “nếu bà Pelosi cho rằng bằng chứng cho kết luận của bà ấy là thuyết phục, tại sao bà ấy không muốn thử nghiệm nó trước những nhà phê bình hung hãn nhất? " 

### Sau khi thành lập ủy ban
Vào cuối tháng 8 năm 2021, sau khi ủy ban yêu cầu các công ty viễn thông và truyền thông xã hội giữ lại một số hồ sơ nhất định, McCarthy tuyên bố rằng nếu các công ty "chuyển giao thông tin cá nhân" cho ủy ban Hạ viện, thì các công ty đó "vi phạm luật liên bang và có thể bị mất quyền hoạt động của họ ở Hoa Kỳ ", và  Đảng Cộng hòa với đa số trong ngành lập pháp trong tương lai sẽ bắt các công ty " hoàn toàn chịu trách nhiệm ". Đáp lại bình luận của McCarthy, nhóm giám sát Công dân vì Trách nhiệm và Đạo đức ở Washington (CREW) đã đệ đơn khiếu nại vào ngày 3 tháng 9 với cố vấn trưởng của Văn phòng Đạo đức Quốc hội. CREW lưu ý rằng trát đòi hầu tòa có giá trị pháp lý và tuyên bố rằng McCarthy đã cản trở cuộc điều tra một cách bất hợp pháp vì ông ta đang "đe dọa trả đũa" đối với các công ty viễn thông. Mười một thành viên Đảng Cộng hòa của Hạ viện có liên quan đến cuộc biểu tình "Stop the Steal" ngày 6 tháng 1 đã gửi một bức thư ngày 3 tháng 9 tới 13 công ty viễn thông, tuyên bố rằng họ "không đồng ý tiết lộ dữ liệu hoặc hồ sơ cuộc gọi bí mật" và đe dọa hành động pháp lý chống lại những gì họ khẳng định, mà cho là trát đòi hầu tòa vi hiến.
Báo The Guardian đưa tin rằng Ủy ban, thông qua yêu cầu hồ sơ từ tháng 8, đang kiểm tra xem liệu có sự tham gia của Nhà Trắng trong việc lập kế hoạch tấn công Điện Capitol và liệu Trump có biết trước về cuộc bạo động hay không.
Trong một cuộc phỏng vấn trên truyền hình ngày 2 tháng 9, McCarthy được hỏi về "mức độ [Trump] tham gia sâu sắc như thế nào", ông trả lời rằng các ủy ban của FBI và Thượng viện đã nhận thấy "không có liên quan."  Ông và các thành viên Đảng Cộng hòa khác đã trích dẫn một báo cáo độc quyền của Reuters rằng các quan chức thực thi pháp luật hiện tại và trước đây giấu tên cho biết FBI đã tìm thấy "bằng chứng ít ỏi" về một âm mưu có tổ chức nhằm lật ngược cuộc bầu cử. Trong một tuyên bố ngày 4 tháng 9, Thompson và Cheney cho biết ủy ban đã truy vấn các cơ quan thuộc ngành hành pháp và ủy ban quốc hội điều tra vấn đề và "nó cho  chúng tôi thấy rõ rằng các báo cáo về một kết luận như vậy là vô căn cứ." 

### Thăm dò dư luận quần chúng
Theo như một cuộc thăm dò của tờ Politico, đa số người Mỹ ủng hộ cuộc điều tra  6 tháng 1, với 58% ủng hộ và 29% chống; 52% người theo đảng Cộng hòa chống.